# 武龍縣 (田州)
武龍縣（武籠縣），唐開元中開蠻洞置，貞元二十一年廢，後復置。屬田州橫山郡。在今廣西省。